# Campanula stenocarpa
Campanula stenocarpa är en klockväxtart som beskrevs av Ernst Rudolf von Trautvetter och Carl Anton von Meyer. Campanula stenocarpa ingår i släktet blåklockor, och familjen klockväxter. Inga underarter finns listade i Catalogue of Life.